# São Miguel (Lissabon)
São Miguel ist eine Gemeinde (Freguesia) im portugiesischen Kreis Lissabon. In ihr leben 1532 Einwohner (Stand 30. Juni 2011).

## Weblinks

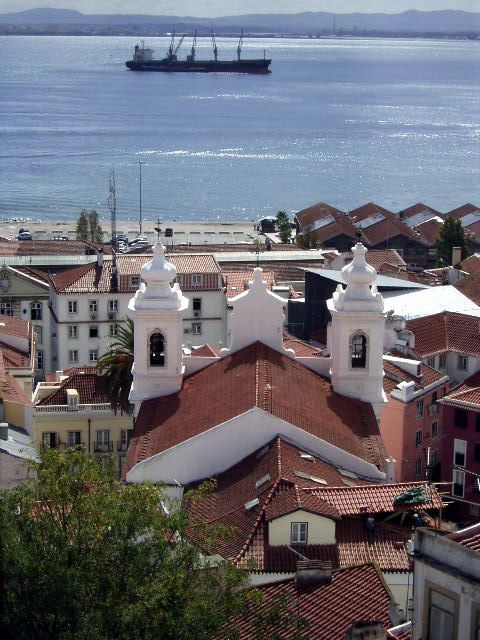
Blick von Miradouro Santa Luzia auf die Kirche von São Miguel mit dem Fluss Tejo